# 잼 밴드
잼 밴드(Jam band)는 1960년대 그레이트풀 데드와 함께 시작한 팬 문화와 관련된 라이브 음반과 콘서트로 인해 올맨 브라더스 밴드와 콘서트에서 오랜 시간을 맴돌았던 피시와 함께 계속된 음악 그룹이다. 이러한 밴드의 공연은 즉흥 연주로 리듬 그루브와 코드 패턴에 대한 확장된 음악적 즉흥성과 종종 장르 경계를 넘나드는 긴 세트의 음악을 특징으로 한다. 그레이트풀 데드는 1980년대 후반에도 그들의 팬 층을 계속 성장시켰다.

## 같이 보기
ZEM (애플리케이션)